# Яхонтова, Наталия Сергеевна
Наталия Сергеевна Яхонтова (род. 6 декабря 1955, Ленинград) — советский российский востоковед, лингвист и литературовед, специалист по монгольской филологии, кандидат филологических наук, старший научный сотрудник Сектора тюркологии и монголистики Института восточных рукописей РАН.

## Биография
Родилась 6 декабря 1955 года в Ленинграде в семье востоковеда С. Е. Яхонтова (1926—2018). В 1979 году окончила восточный факультет Ленинградского государственного университета им. А. А. Жданова по специальности «Монгольская филология».
В 1979—1982 годах училась в аспирантуре ЛО Института востоковедения АН СССР.
В 1983 года защитила кандидатскую диссертацию «Ойратский литературный язык (по материалам «Сутры золотого блеска»)» (специальность «Языки народов стран зарубежной Азии, Африки, Америки и аборигенов Австралии»). Научным руководителем был заведующий Сектором Южной и Юго-Восточной Азии, д. ф. н. Г. А. Зограф.
В 1982—1986 годы была младшим научным сотрудником, в 1986—1991 годы — научным сотрудником ЛО ИВ АН СССР. В 1991—1995 гг. выполняла обязанности ученого секретаря ИВ РАН. С 1995 г. является старшим научным сотрудником Сектора тюркологии и монголистики СПбФ ИВ РАН (ныне — Институт восточных рукописей РАН).
Преподает на кафедре монголоведения и тибетологии восточного факультета СПбГУ. С 2012 г. — доцент. Читает курсы теоретической и исторической грамматики монгольского языка, монгольских переводов с тибетского, монгольского языка.
В 2006 г. была награждена Правительственной медалью Монголии «800 лет образования единого монгольского государства».

## Научная деятельность
Основная область научных интересов — монгольская филология.
Ранние статьи были посвящены посвящены монгольскому языкознанию.
Работа «Ойратский литературный язык XVII века» (1996) содержит описание одного из старописьменных монгольских языков. Автор приводит историю ойратов и их языка, анализирует сохранившиеся памятники, описывает язык на всех грамматических уровнях, дает грамматический комментарий к образам ойратских текстов.
В исследовании "Ойратская версия «Истории о Молон-тойне» (1999) автор рассматривает «Историю о Молон-тойне», сочинение народного буддизма, повествующего о том, как праведник Молон-тойн отправился в ад в поисках матери. Опубликована ойратская рукопись XVIII в. из собрания Санкт-Петербургского филиала Института востоковедения РАН. Исследователь сравнивает содержание всех версий этого произведения на монгольском, тибетском и китайском языках.
«Ойратский словарь поэтических выражений» (2010) представляет собой публикацию и перевод ойратской рукописи словаря поэтических выражений из собрания ИВР РАН, автором которого является Зая-пандита Намхайджамцо, создатель ойратской письменности и переводчик XVII в. С. Н. Яхонтова прослеживает процесс трансформации исходных выражений в ходе трехступенчатого перевода с санскрита на тибетский, затем на ойратский и монгольский. Автором разобраны тибетские и санскритские прототипы ойратских выражений.

## Основные работы

#### Монографии
- Ойратский литературный язык XVII века. М., 1996.
- Ойратская версия «Истории о Молон-тойне». СПб, 1999.
- Ойратский словарь поэтических выражений / факсимиле рукописи, транслитерация, введение, перевод с ойратского, словарь с комментариями, приложения Н. С. Яхонтовой. М.: Восточная литература, 2010. 615 с. (Памятники письменности Востока. СХХ).

#### Статьи
- Монгольский язык // Квантитативная типология языков Азии и Африки. Л.,1982. С.159-166.
- Результатив в монгольском языке // Типология результативных конструкций. Л., 1983. С. 90-95.
- Употребление прошедших времен в ойратском и монгольском переводах «Сутры Золотого блеска» // ППиПИКНВ, XVIII/I. М., 1985. С. 84-87.
- Язык эпоса «Джангар» и ойратский литературный язык // «Джангар» и проблемы эпического творчества. Тезисы докладов и сообщений международной научной конференции 22-24 августа 1990 г. Элиста, 1990. С. 187—190.
- Ойратский перевод «Оюун түлхүүр» // Тюркские и монгольские письменные памятники. Текстологические и культурологические аспекты исследования. М., 1992. С. 137—152.
- История изучения «Юань-чао би-ши» в России и СССР // Mongolica. К 750-летию «Сокровенного сказания». М., 1993. С. 7-39.
- «The Oyun tülkigür» or «Key to Wisdom»: Text and translation based on the MSS in the Institute for Oriental Studies at St.Petersburg // Mongolian Studies. (Bloomington) Vol. 23 (2000). С. 69-138.
- Именования Солнца в тибетско-монгольском словаре Суматиратны (XIX век) // Буддийская культура: история, источниковедение, языкознание и искусство. II Дорджиевские чтения. Санкт-Петербург, 9-11 ноября 2006 г. СПб., 2008. С. 339—359.
- Названия Луны (санскрит — тибетский — монгольский) // Mongolica-VIII. СПб.: Петербургское востоковедение, 2008. С. 118—127.
- Санскритско-тибетско-монгольские параллели: эпитеты рек // Письменные памятники Востока. 2013. 1(18). С. 109—122.
- Тибетско-монгольская рукопись тематического словаря из собрания ИВР РАН // Культурное наследие монголов: коллекции рукописей и архивных документов. III международная научная конференция. 20‒22 апреля 2017 г., Санкт-Петербург. СПб., 2019. С. 230—245.